# Узбецька література
Узбецька література (або література Узбекистану) — сукупність письмових та усних творів узбецькою мовою.

## Представники
Представниками узбецької літератури стали Лутфі, Алішер Навої, Бабур, Шейбані-хан, Убайдулла-хан, Машраб, Агахі, Мукімі, Муніс Хорезмі, Надіра, Фізулі, Фуркат, Увайсі та інші.

## Класичні жанри
Узбецька література розвивалася на основі усної та письмової народної творчості. Усна поетична творчість узбеків представлено прислів'ями та приказками, казками і дастаном — епічним жанром.
Серед останніх — «Алпамиш-Батир», героїко-романтичний епос «Горогли» (має 40 сюжетів), «Кунтугмиш», «Ширин та Шокар». Дастан, подібно казці, має традиційне сюжетне кліше. В узбецькому фольклорі розвинений епос, налічується безліч легенд і епічних пісень. Найбільш відомі виконавці: Юлдаш-огли, Фазил, Іслам-Шаїр, Ергаш Джуманбульбуль-огли та ін.
В узбецькому фольклорі зустрічаються трудові, любовні, обрядові пісні, частина яких згадуються вже в XI столітті. Серед них протяжні пісні «кушик» і весільні «яр-яр».
Найрозповсюдженішими жанрами узбецької поезії є рубаї, касида, газелі.